# Коротові
Коротові (Necydalinae (Latreille) Pascoe, 1864) — найменша підродина з родини жуків-вусачів, яка нараховує близько 100 видів, розповсюджених здебільшого у Північній та Південній Америках, і лише кілька видів у Європі та Азії. Коротових часом розглядають у ранзі триби у підродині Тонкохвісткових. 

## Різноманіття
До складу підродини входить лише одна триба — Коротцеві (Necydalini Latreille, 1825) з 12-ма родами:
- Atelopteryx Lacordaire, 1869
- Callisphyris Newman, 1840
- Cauarana Lane, 1974
- Hephaestioides Zajciw, 1961
- Hephaestion Newman, 1840
- Mendesina Lane, 1974
- Корот — Necydalis Linnaeus, 1758
- Parahephaestion Melzer, 1930
- Planopus Bosq, 1953
- Rhathymoscelis Thomson, 1860
- Stenorhopalus Blanchard in Gay, 1851
- Ulochaetes LeConte, 1854

## Морфологія

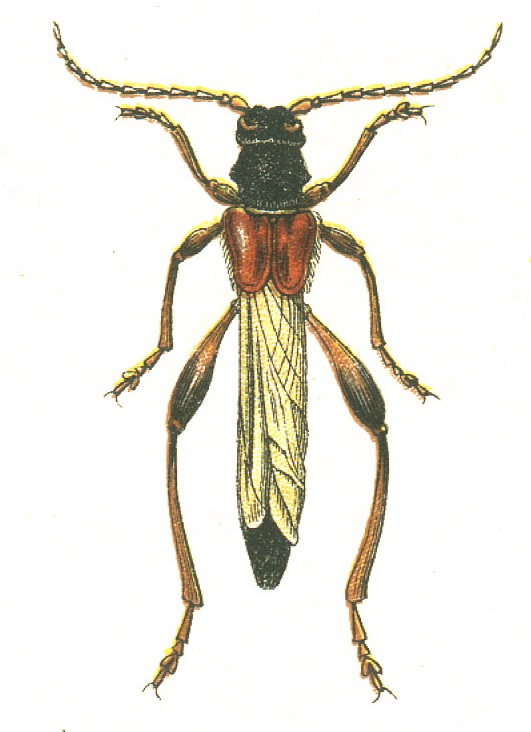
Коротконадкрил великий (Necydalis major, Linnaeus 1758) розповсюджений в Україні

### Імаго
Основна ознака підродини — сильно вкорочені надкрила, а крила лежать відкрито на черевці. Тіло видовжене, вузьке, циліндричне. Очі сильно виїмчасті, скроні видовжені, сильно виступають. Передньогрудний відросток, що розділяє передні тазики, дуже вузький. Самі тазики конічні, западини, у яких вони містяться, відкриті позаду. Черевце у основи помітно вужче за задньогруди, до яких воно кріпиться.

### Личинка
Тіло личинки призматичне. У основи лоба невеликий кіль. Є шість епістомальних щетинок. Вусики 3-членикові, довгі. Ґула широка з припіднятими і затемненими краями. Мала максила широка, товста, на верхівці вкрита щетинками. З кожної сторони голови по одному вічку. Потиличний отвір не розділений, суцільний. Мандибули міцні, на вершині зрізані, з гострим дорзальним зубцем, зсередини із косими кілями. Ноги розвинені. Дорзальні мозолі черевця з характерним малюнком гранул і мікроскопічних шипиків. На 6-9-му сегментах є опуклі поздовжньо витягнуті епіплеври. 9-й сегмент не озброєний.